# Tomaspis rufopicea
Tomaspis rufopicea is een halfvleugelig insect uit de familie schuimcicaden (Cercopidae). De wetenschappelijke naam van deze soort is voor het eerst geldig gepubliceerd in 1852 door Walker.